# Canal del Nord (Illes Britàniques)
|  | Aquest article tracta sobre el canal entre Irlanda del Nord i Escòcia. Vegeu-ne altres significats a «Canal del Nord». |

El canal del Nord (en gaèlic irlandès: Sruth na Maoile), de vegades també conegut com a estrets de Moyle o mar de Moyle (Straits of Moyle o Sea of Moyle) és l'estret de mar que separa la part oriental d'Irlanda del Nord de la part sud-oest d'Escòcia i que connecta el mar d'Irlanda amb l'oceà Atlàntic.

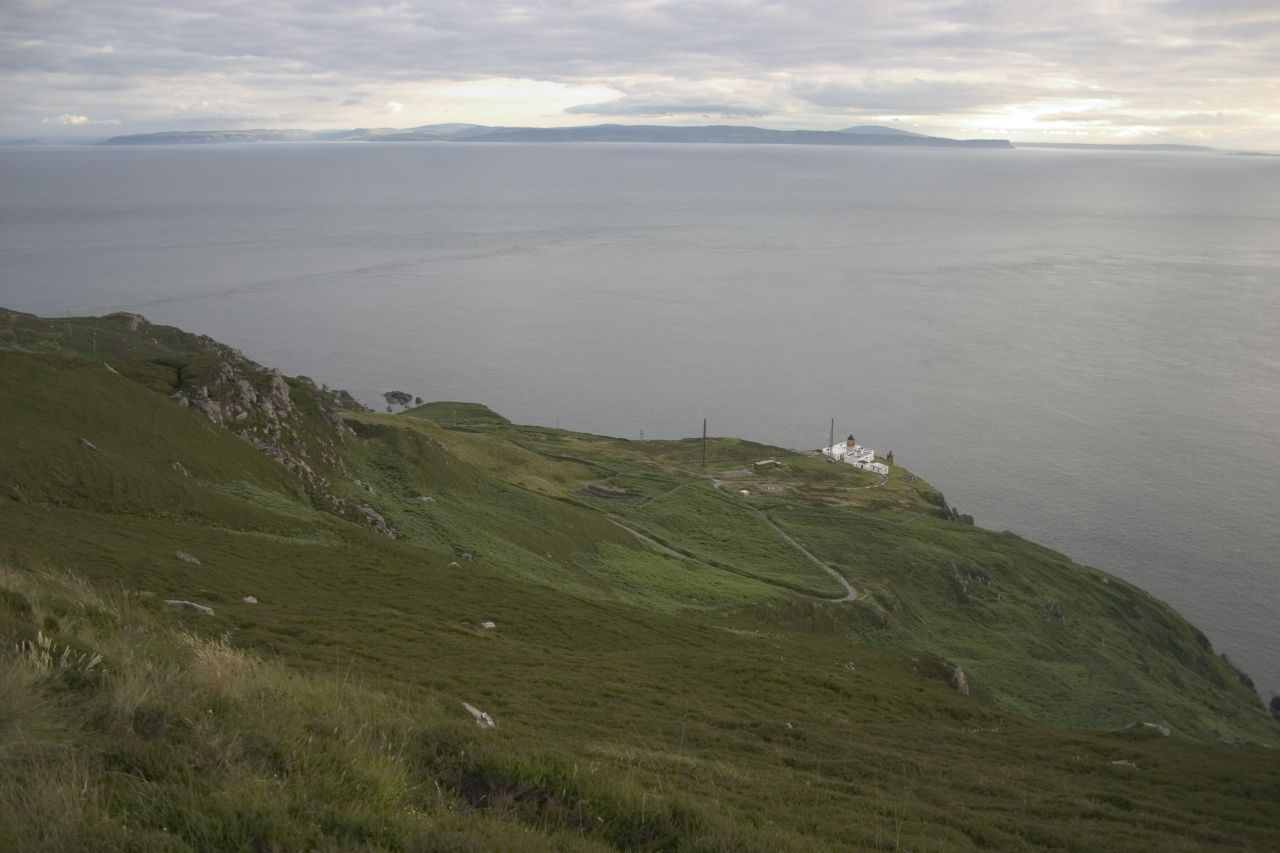
Vista de les aigües del canal des del Mull of Kintrye.

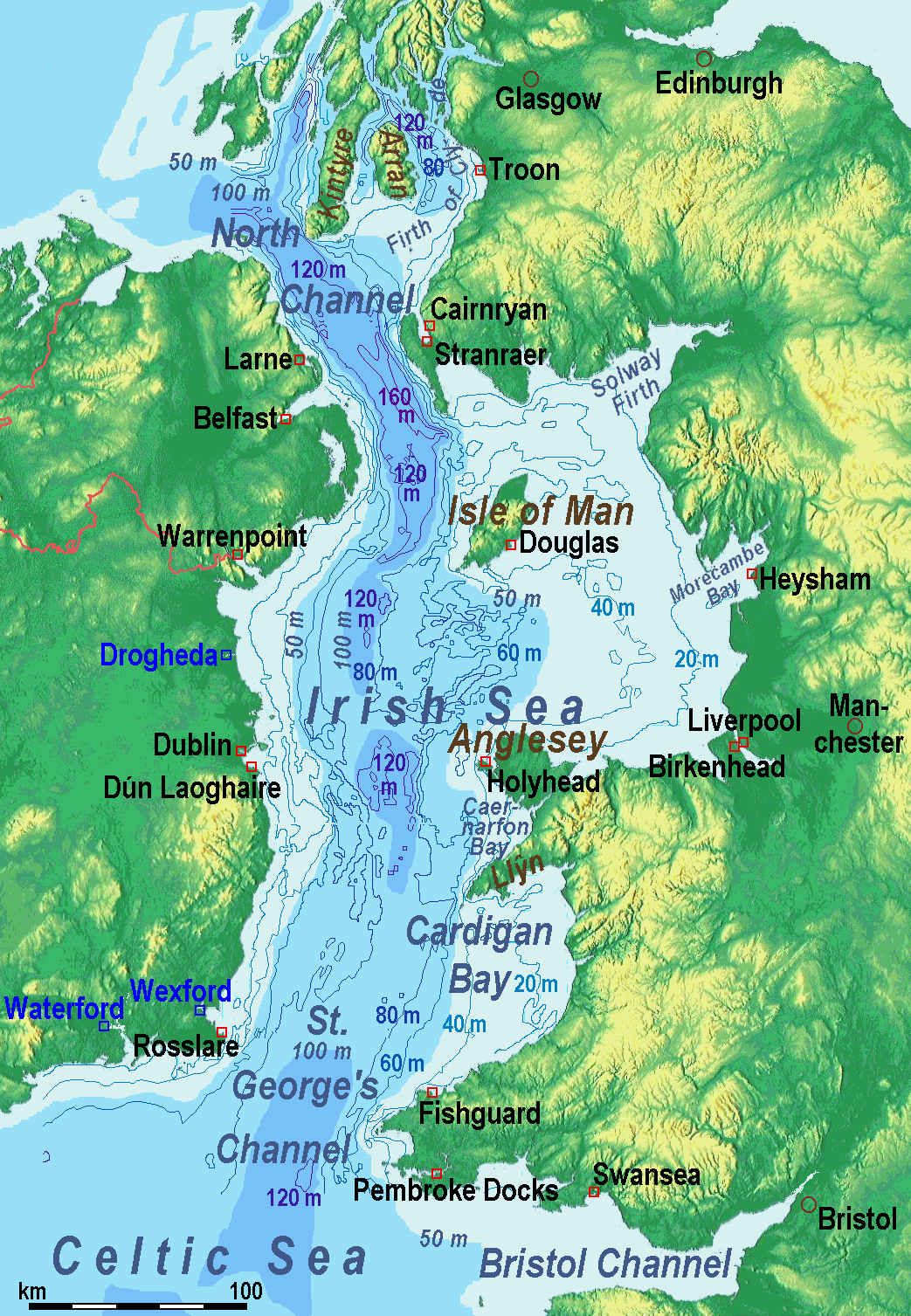
Canal del Nord i mar d'Irlanda

La part més profunda s'anomena dic de Beaufort (Beaufort's Dyke). El canal és travessat per un gran nombre de serveis de transbordadors (ferris). El 1953 va ser l'escenari d'un greu desastre marítim, l'enfonsament del transbordador Princess Victòria.
Els líders polítics unionistes d'Irlanda del Nord han pressionat durant dècades el govern britànic perquè es construeixi un túnel ferroviari sota el canal del Nord, per integrar millor Irlanda del Nord al Regne Unit. L'agost de 2007 el Centre d'Estudis per creuar les fronteres (Centre for Cross-Border Studies) va proposar la construcció d'un llarg enllaç ferroviari de 34 km, pont o túnel, estimant que podria costar aproximadament 3.500 milions de lliures.

## Història
Les aigües del canal eren una de les zones favorites de cacera dels corsaris que turmentaven la marina mercant britànica, que els va haver de combatre fins al segle xix. El 1778, durant la Guerra d'Independència dels Estats Units també va ser el lloc d'un duel naval entre el capità americà John Paul Jones (1747-1792), al comandament de l'USS Ranger, i la Royal Navy de Francis Drake.

## Delimitació
La màxima autoritat internacional en matèria de delimitació de mars, l'Organització Hidrogràfica Internacional (International Hydrographic Organization, IHO), considera el canal del Nord part de «mars interiors de la costa oest d'Escòcia» (Inner Seas of the West Coast of Scotland) al qual, a la seva publicació de referència mundial, «Limits of oceans and seas» (Límits d'oceans i mars, 3a edició de 1953), assigna el nombre d'identificació 18.